# Apple Vision Pro
L'Apple Vision Pro és el pròxim dispositiu de realitat mixta dissenyat, desenvolupat i comercialitzat per Apple Inc. Va ser anunciat el 5 de juny de 2023, en l'Apple Worldwide Developers Conference de 2023, i estarà disponible per a la seva compra a principis de 2024. El dispositiu és el primer model en la línia de productes Apple Vision de la companyia, la primera línia de nous productes de consum de la companyia des de l'Apple Watch en 2015.
Apple ha descrit el producte com una «computadora espacial», on els mitjans digitals s'integren amb el món real i es poden utilitzar entrades físiques, com a gestos, per a interactuar amb el sistema. El Vision Pro es pot utilitzar amb un adaptador de corrent o una bateria externa connectada.

## Història

### Desenvolupament
Al maig de 2015, Apple va adquirir la companyia alemanya de realitat augmentada (RA) Metaio. La companyia tenia la intenció d'utilitzar la tecnologia de Metaio en el seu projecte d'automòbil elèctric, amb el nom en clau «Project Titan». Aquell any, Apple va contractar a Mike Rockwell de Dolby Laboratories. Rockwell va formar un equip que incloïa al cofundador de Metaio, Peter Meier, i al gerent de l'Apple Watch, Fletcher Rothkopf. L'equip, anomenat Technology Development Group, va desenvolupar una demostració de RA en 2016, però es va enfrontar a l'oposició del llavors director de disseny principal, Jony Ive, i el seu equip. A l'abril de 2017, es va contractar a Jeff Norris, expert en realitat augmentada i realitat virtual (RV) i antic especialista de la NASA. L'equip de Rockwell va ajudar a llançar ARKit el 2017 amb iOS 11. Segons The Information, l'equip de Rockwell buscava crear un dispositiu i va treballar amb l'equip de Ive; la decisió de revelar els ulls de l'usuari a través d'una pantalla frontal va ser ben rebuda per l'equip de disseny industrial. El desenvolupament del dispositiu va experimentar un període d'incertesa amb la partida d'Ive el 2019. La seva successora, Evans Hankey, va abandonar la companyia el 2023. Geoff Stahl, gerent principal d'enginyeria que informa a Rockwell, va liderar el desenvolupament del sistema operatiu visionOS, després d'haver treballat anteriorment en jocs i tecnologia gràfica a Apple.

### Presentació i llançament
La informació sobre un dispositiu, llavors rumorejat com a Reality Pro, va començar a sorgir el 2022. Al maig d'aquell any, Bloomberg News va informar que els executius d'Apple van tenir un avançament del dispositiu, inclòs el CEO Tim Cook. La companyia va començar a reclutar directors per a desenvolupar contingut per al dispositiu al juny. Un d'aquests directors, Jon Favreau, va ser contractat per a donar vida als dinosaures en el seu programa d'Apple TV+ anomenat Prehistoric Planet. El reporter de Bloomberg, Mark Gurman, va escriure al gener de 2023 que els plans per a un dispositiu de RA s'havien posposat. Gurman va compartir més informació sobre el dispositiu a l'abril i va assenyalar que Apple estava tractant d'atreure a desenvolupadors per a crear programari i serveis. Segons Apple, la companyia va presentar més de 5000 patents de tecnologies que van contribuir al desenvolupament de Vision Pro. L'Apple Vision Pro va ser anunciat en la Conferència Mundial de Desenvolupadors el 5 de juny de 2023. Estarà disponible a principis de 2024 per $3499 estatunidencs. S'enviaran inicialment aproximadament 1.000.000 d'unitats.

## Especificacions

### Maquinari
L'Apple Vision Pro té una pantalla frontal de vidre laminat, un marc d'alumini cobert per un coixí flexible i una banda per al cap ajustable. El marc conté cinc sensors, sis micròfons i 12 càmeres. L'usuari veurà a través de les lents dues pantalles micro-OLED amb un total de 23 megapíxels, cadascuna de la grandària d'un segell postal. Els ulls són rastrejats per un sistema de Leds i càmeres infraroges, que formen la base de l'escàner d'iris del dispositiu anomenat Optic ID (utilitzat per a l'autenticació, igual que el Face ID de l'iPhone). S'admeten inserts òptics personalitzats per a persones amb ulleres receptades; aquestes lents es connectaran magnèticament a la lent principal i es desenvoluparan en associació amb Zeiss. L'altaveu del dispositiu està dins de la banda per al cap i es col·loca directament sobre les orelles de l'usuari i és capaç de generar so envolvent.
L'Apple Vision Pro utilitza el processador Apple M2 i un nou processador Apple R1 fet específicament per al dispositiu per al processament d'entrada dels sensors, que es refredarà mitjançant un ventilador suau. Una bateria de paquet feta a mesura connectada al dispositiu a través d'un cable permetrà un temps de funcionament del dispositiu de 2 hores. Alternativament, el dispositiu es pot connectar a una font d'alimentació externa.

### Programari
L'Apple Vision Pro utilitza visionOS, que té una interfície tridimensional que Apple anomena computació espacial. La manera predeterminada del dispositiu és la realitat augmentada, on les aplicacions i els mitjans virtuals semblen surar a l'entorn del món real de l'usuari. Una corona en la part superior del dispositiu pot ajustar la quantitat de fons virtual que ocupa el camp de visió de l'usuari, fins a aconseguir una immersió virtual completa (també coneguda com a realitat virtual). Vision Pro té una pantalla orientada cap a fora, EyeSight, que mostra una reproducció dels ulls de l'usuari i reflecteix el grau en el qual l'usuari està immers. Els seus ulls apareixen atenuats quan estan en realitat augmentada i enfosquits quan estan en realitat virtual completa, per a indicar als altres la consciència de l'entorn de l'usuari. Quan algú s'acosta o entaula una conversa, EyeSight mostra els ulls de l'usuari, fins i tot en realitat virtual completa, d'aquesta manera l'altra persona és visible per a l'usuari.
La interfície es navega amb els ulls i els dits, reconeguts per una sèrie de sensors. Per exemple, l'usuari pot fer clic en un element mirant-lo i pessigar dos dits junts, moure l'element movent els dits pessigats o desplaçar-se lliscant el canell. També s'admeten els controladors de jocs. visionOS admet el dictat de veu i un teclat virtual per a ingressar text a més a més de l'assistent virtual Siri, que es troba disponible en tots els productes Apple i s'utilitza a través de comandes parlades.
Segons la imatge de la pantalla d'inici en el fullet d'Apple, l'Apple Vision Pro tindrà preinstal·lades aplicacions com Apple TV, Music, Mindfulness, Freeform, Safari, Fotos, Notess, App Store, Mail, Missatges, Keynote i més.
L'Apple Vision Pro es llançarà amb més de 100 jocs d'Apple Arcade, inclòs NBA 2K23 (2022). Disney+ estarà disponible en el llançament. A més, diverses aplicacions de la suite de Microsoft Office, com Microsoft Word, Microsoft Excel i Microsoft Teams, així com Zoom, Cisco Webex i Adobe Lightroom, estaran disponibles. Apple ha promès suport natiu per a aplicacions Unity.